# Tây Thái Lan

Bản đồ 6 vùng của Thái Lan. Miền Tây Thái Lan là vùng màu cam bên trái.

Miền Tây Thái Lan là vùng giáp biên giới Myanmar. Vùng này bao gồm 5 tỉnh sau đây:
1. Kanchanaburi (กาญจนบุรี)

2. Phetchaburi (เพชรบุรี)

3. Prachuap Khiri Khan (ประจวบคีรีขันธ์)

4. Ratchaburi (ราชบุรี)

5. Tak (ตาก)
Theo cách phân chia đất nước thành 4 vùng cũ, thì không có miền Tây và cả năm tỉnh trên đều thuộc miền Trung Thái Lan.
Về địa lý, 5 tỉnh miền Tây Thái Lan xếp lần lượt dọc theo dãy núi Tenasserim. Đây là vùng núi rừng bị chia cắt bởi núi cao, thung lũng sâu và sông suối. Khai mỏ và thủy điện là những ngành kinh tế nổi bật.